# Bombylius tripudians
Bombylius tripudians är en tvåvingeart som beskrevs av Mario Bezzi 1924. Bombylius tripudians ingår i släktet Bombylius och familjen svävflugor. Inga underarter finns listade i Catalogue of Life.